# Dekemhare (district)
Pour l’article homonyme, voir Dekemhare.
Dekemhare est un district de la région Debub de l'Érythrée. La principale ville et capitale de ce district est Dekemhare. 